# Mórocz Lajos
Mórocz Lajos (Szentbékkálla, 1931. február 13. – 2017. december 17.) magyar kommunista politikus,  vezérezredes, vezérkarifőnök-helyettes, az 5. hadsereg parancsnoka, kiképzési főcsoportfőnök, honvédelmi minisztériumi államtitkár, a hadtudomány doktora.

## Élete
Mórocz 1948-ban lépett be a Honvédségbe, az 1950-es évek elején a  Sztálin Páncélostiszti Akadémián, majd a Vorosilov Akadémián tanult. Belépett a Magyar Dolgozók Pártjába, később a Magyar Szocialista Munkáspártba is. Részt vett az 1956-os forradalomban a karhatalom oldalán a 33. harckocsiezred páncélosainak parancsnokaként. A forradalom után is tevékenyen részt vett a kommunista hatalom helyreállításában. A Varsói Szerződés Egyesített Fegyveres Erői főparancsnokának magyarországi helyettesévé nevezték ki, majd a Hadtudományi Szakbizottság elnöke lett. 1973 és 1984 között hadseregparancsnokként, majd 1984-től honvédelmi államtitkárként dolgozott. Két cikluson keresztül, tíz éven át, 1975 és 1985 között országgyűlési képviselő volt. Az MSZMP Központi Bizottságának is a tagjává választották. 1988-ban védte meg a hadtudományi doktori értekezését, amelynek címe: A katonai doktrínák változását meghatározó főbb tényezők. A Magyar Népköztársaság katonai doktrínájának fejlődése és alakulásának főbb tendenciái volt. A rendszerváltás környékén, 1990 májusában nyugállományba vonult.

## Emlékezete
2017. december 17-én hunyt el, és 2018. január 18-án, 12 órakor helyezték örök nyugalomra a Fiumei úti sírkertben. A Jobbikban politizáló Novák Előd, korábbi országgyűlési képviselő tiltakozott amiatt, hogy a Magyar Honvédség a saját halottjává nyilvánította Móroczot, és állami temetést szervezett neki.